# Dimmalætting
Dimmalætting (wym. [ˈdɪmːaˌlatːɪɳg]) – najstarszy, a zarazem jeden z najpopularniejszych dzienników ukazujących się na Wyspach Owczych. Jego nazwę, która często skracana jest do członu Dimma, tłumaczy się jako „Świt”. Redakcja gazety mieści się w Thorshavn. 

## Historia
Próbny numer pierwszej farerskiej gazety 8 grudnia 1877 roku wydało Færø Amtstidendes Bogtrykkeri. Niecały miesiąc później, 5 stycznia do sprzedaży trafiło pierwsze oficjalne wydanie Amtstidene for Færøerne (w wolnym tłumaczeniu Gazety urzędowej dla Farerów), noszącej również farerską nazwę Dimmalætting. Lokalną nazwę gazety wymyślił Venceslaus Ulricus Hammershaimb, badacz języka farerskiego i twórca jego ortografii. Połączył on słowa „dimmi” (ciemność) oraz czasownik „lætta” (odchodzić, łagodzić). Wyrażenie „dimmið lættir” oznacza tyle, co „ciemność odchodzi”, a więc także „nastaje jasność”. Utworzony od tego wyrażenia rzeczownik „dimmalætting” oznacza zatem świt.
W 1906 roku gazeta została organem prasowym nowo powstałej Partii Unii. Do roku 1910 drukowana była wyłącznie w języku duńskim, natomiast w latach 1910–1947 w wersji mieszanej – duńsko-farerskiej. Później publikowano artykuły pisane niemal wyłącznie w języku farerskim.
W pierwszych latach wychodzenia gazety, Amtstidene for Færøern' ukazywała się tylko w soboty, natomiast w 1911 roku utworzono wydanie środowe. W 1920 roku gazeta została poszerzona z czterech do sześciu stron, a rok później zmieniono pierwotny format tabloid na duży format broadsheet. Pięćdziesiąt lat później gazeta publikowała już trzy razy w tygodniu co najmniej osiem stron. W 1978 roku zrezygnowano z członu nazwy „Amtstidene for Færøerne” pozostawiając jako jedyny człon „Dimmalætting”.
W 1995 roku redakcja ogłosiła niezależność polityczną, zrywając formalnie z Partią Unii, stając się gazetą neutralną politycznie. Od 1996 roku Dimmalætting wychodzi pięć dni w tygodniu. W kwietniu 2005 roku powrócono do formatu tabloid.

## Nakład
Przez wiele lat Dimma była gazetą o największym nakładzie na Wyspach. W 2011 roku po raz pierwszy pod tym względem prześcignął ją miejscowy rywal – lewicowy Sosialurin.

Wartości podane ponad słupkami oznaczają liczbę egzemplarzy w tysiącach.

## Redaktorzy naczelni
- Lütje Lützen (1878–1879)
- Oliver Effersøe (1880–1882)
- Louis Bergh (1882–1885)
- H.C. Petersen (1885–1886)
- Rasmus Effersøe (1886–1889)
- Jacob Johansen (1889–1892)
- Oliver Effersøe (1892–1893)
- Emil Bruun (1893–1894)
- Enok Bærentsen (1894–1900)
- Søren E. Müller (1900–1901)
- Chr. Heilskov (1901–1902))
- Rasmus Effersøe (1902–1905)
- Oluf Skaalum (1905–1918)
- Poul Niclasen (1918–1936)
- Georg L. Samuelsen (1936–1981)
- Benny Samuelsen (1981–1995)
- Beate L. Samuelsen (1995–2001)
- Georg L. Petersen (1995–2002)
- Ingi Samuelsen (2002–2007)
- Árni Gregersen (od 2007)